# 2011-es tel-avivi teherautós támadás
2011. május 15-én, nakba emléknapjának reggelén Tel-Avivban terrorista támadást hajtottak végre. Egy teherautó a város déli részén válogatás nélkül hajtott bele autókba és gyalogosokba a forgalmas "Bar-Lev" utcában (461-es főút), amivel egy embert megölt, 17-et pedig megsebesített. A teherautó vezetőjéről megállapították, hogy egy 22 éves, arab-izraeli férfi, Aslam Ibrahim Isa, Kfar Kassem lakosa. A támadás után rögtön őrizetbe vették, a rendőrök pedig megkezdték a kihallgatását.
Délelőtt 9:35 körül a "Mesubim" kereszteződéstől kezdve nagyjából 2 kilométeren át Isa azt kiáltotta, Allah Akbar, miközben teherautójával több autót, buszt, közlekedési táblát, biztonsági kordont és embert is elütött. A rendőrök szerint a támadás alatt összesen 15 autót tett tönkre. A támadássorozatnak akkor lett vége, mikor egy iskola mellett a teherautó egy üres buszba hajtott. Ezután Isa elhagyta a teherautót, majd a hírek szerint lövöldözni kezdett, és tárgyakat dobált az emberekre. Megfogott egy közlekedési lámpát, majd ezzel megütött egy fiatal lányt. A rendőrök előzetes letartóztatásba helyezték, majd később el is ítélték.
A támadás áldozata a 29 éves Aviv Morag volt Givatayim városából.
Ez a támadás az addigi teherautós gázolásos támadások sorába illik, melybe előtte a 2008-as jeruzsálemi buldózeres támadás, a szintén 2008-as jeruzsálemi BMW-s támadás és a 2011-es Tel-Aviv-i éjszakai klubos támadás tartozott.